# Ли Гунлинь
Ли Гунли́нь (кит. упр. 李公麟, пиньинь Lǐ Gōnglín; 1049—1106) — китайский художник времён империи Сун. Псевдоним — Ли Спящий Дракон, Лунмянь Цзюйши (кит. 龙眠居士, букв. Отшельник со Спящего Дракона) .
Ли родился в 1049 году в области Шучжоу (сейчас в этих местах расположен городской уезд Тунчэн провинции Аньхой). Он прошел государственные экзамены и в 21 год стал гражданским офицером. Он прославился своими картинами лошадей, но позже он обратился к буддизму и даосизму, к религиозной живописи, а также портретной и пейзажной живописи. Его живопись можно отнести к стилю, в котором работали Гу Кайчжи и У Даоцзы. Ли также был археологом, изучая период между династиями Ся и Чжоу.
Некоторые известные картины:
- «Пять лошадей» (кит. 五马图), она же «Пять лошадей из Хотана с конюхами» («лошадь и конюх»)
- «Табун на выпасе» (кит. 临韦偃牧放图, букв. Вэй Янь следит за выпасом)
- «Горная усадьба» (кит. 龙眠山庄图, букв. В усадьбе Спящий Дракон в горах), она же «Горная деревня» (кит. 山莊圖)
- «Конная процессия» (кит. 仿张萱出游图)
- «Сыновнее благочестие» (кит. 孝經圖, букв. Молитва почитания родителей), она же «Книга сыновней почтительности» «Придворные дамы на лошадях»
- «Сообщество Лотоса» (кит. 莲社图)
- «Снятый шлем» (кит. 免冑圖)

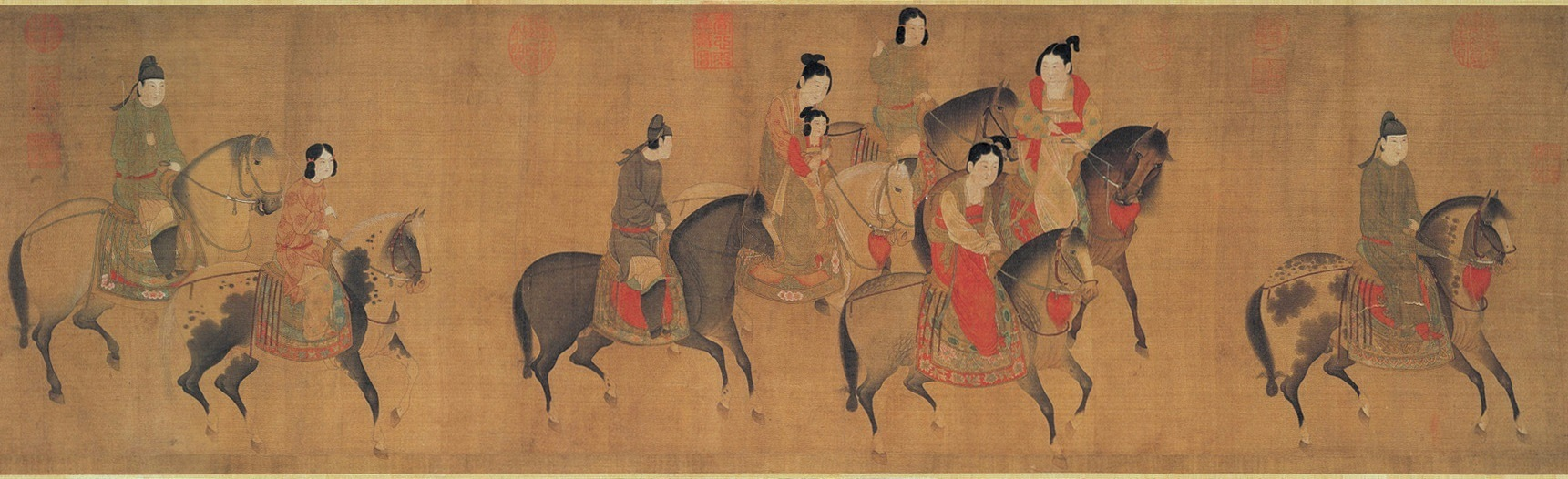
«Придворные дамы на лошадях»

- «Гао Ху, обучение игре на Цине» (кит. 高會習琴圖)
- «Скала Гуаньинь»
- «Пещера, распространяющая цветения»
- «Аскет Веймоцзе»
- «Сяйво Ночи»